# Bahía de Cienfuegos

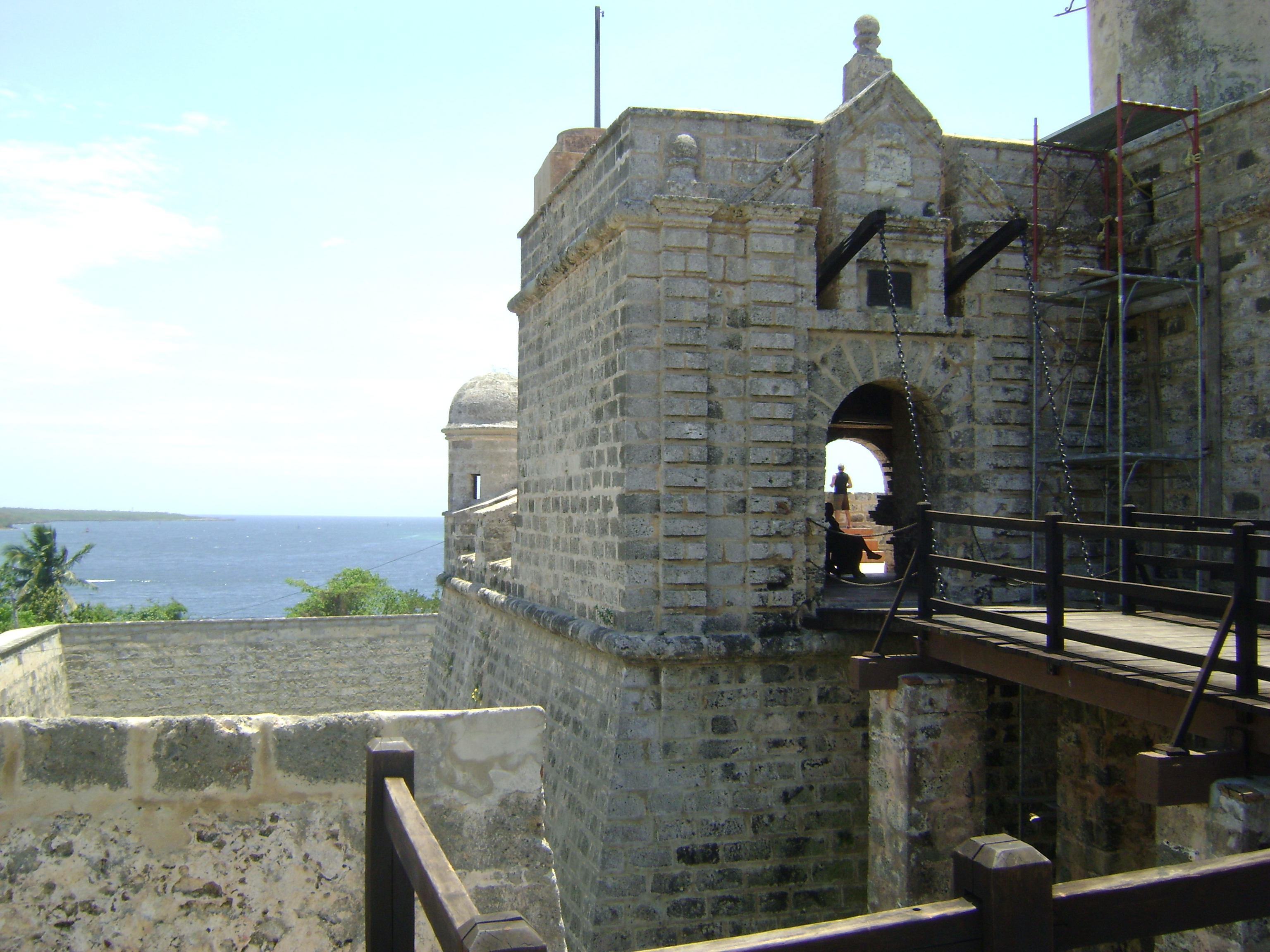
En la entrada de la bahía se encuentra el Castillo de Jagua, mandado a construir por el rey Felipe V de España (1683-1746) en la década de 1740, (terminado exactamente en 1742) para proteger la bahía, de los piratas que merodeaban las costas del Caribe.

La bahía de Cienfuegos, anteriormente conocida como bahía de Jagua o de Xagua, es un entrante del mar Caribe que se encuentra en la costa sur de la isla de Cuba, y que pertenece a la provincia de Cienfuegos. Es una bahía cerrada que ha servido de refugio a las embarcaciones durante muchos años. Cuenta con dos de los puertos más importantes del país.